# Kongos (ban nhạc)
Kongos là một ban nhạc alternative rock Nam Phi bao gồm bốn anh em: Johnny, Jesse, Dylan và Daniel Kongos. Tuổi thơ của họ ở thành phố London và Nam Phi. Họ sáng tác, thu âm và biểu diễn tại Phoenix, Arizona. Bốn người họ là con trai của John Kongos. Họ gốc Hy Lạp và đã học ở trường Greek Saheti  ở Gauteng, Nam Phi.

## Thành viên
- Dylan Kongos – Bass Guitar, hát.
- Daniel Kongos – Guitar, hát.
- Jesse Kongos – Drums và percussion, hát.
- Johnny Kongos – Accordion, bàn phím, hát.

## Đĩa nhạc

### Album
- Kongos – 2007[3]
- Lunatic – 2012[4]

### Đĩa đơn
| Đĩa đơn                                                                 | Năm  | Vị trí bảng xếp hạng cao nhất | Vị trí bảng xếp hạng cao nhất | Vị trí bảng xếp hạng cao nhất | Vị trí bảng xếp hạng cao nhất | Bán hàng                          | Chứng nhận                           | Album   |
| Đĩa đơn                                                                 | Năm  | Canada                        | Mỹ                            | Mỹ Alt.                       | Mỹ Rock                       | Bán hàng                          | Chứng nhận                           | Album   |
| ----------------------------------------------------------------------- | ---- | ----------------------------- | ----------------------------- | ----------------------------- | ----------------------------- | --------------------------------- | ------------------------------------ | ------- |
| "I'm Only Joking"                                                       | 2011 | –                             | –                             | 17                            | 45                            |                                   |                                      | Lunatic |
| "Come with Me Now"                                                      | 2011 | 7                             | 31                            | 1                             | 2                             | - Mỹ: 1,000,000 - Canada: 120,000 | - Mỹ: Platinum - Canada: 2× Platinum | Lunatic |
| "—" không có mặt trên bảng xếp hạng hoặc không phát hành ở quốc gia đó. |      |                               |                               |                               |                               |                                   |                                      | Lunatic |